# Mar di Tasman
Il mar di Tasman o mar di Tasmania è un largo tratto di mare situato tra l'Australia e la Nuova Zelanda, e costituisce una parte dell'oceano Pacifico.
Il mare prende il nome dall'esploratore olandese Abel Tasman, il primo europeo a scoprire i territori della Nuova Zelanda e della Tasmania.
Negli anni settanta del XVIII secolo l'esploratore inglese James Cook esplorò a lungo questo mare, nell'ambito del primo dei suoi viaggi di scoperta.
Il mar di Tasman bagna la parte est di tre Stati australiani: il Nuovo Galles del Sud, Victoria e la Tasmania. A nord, il mar di Tasman si confonde con le acque del mar dei Coralli.
Il mar di Tasman comprende numerose isole e arcipelaghi, per la maggior parte lontane dalle coste della terraferma. Le principali sono la Lord Howe Island, il Ball's Pyramid e la Norfolk Island, tutte appartenenti al territorio dell'Australia.